# Jonction adhérente
Dans les jonctions adhérentes, l'espace intercellulaire est large (25 nm). Il est rempli d'un matériel fibrillaire riche en glycoprotéines. Des filaments s'accrochent à la face intracellulaire de chaque membrane sur une plaque protéique. 
Au niveau d'une zonula adherens (cellule intestinales), un faisceau de filaments d'actine intracellulaire s'accroche sur une ceinture protéique. Dans l'espace intercellulaire des protéines d'adhésion assure l'accrochage des cellules entre elles.
Au niveau de macula adherens (ou des desmosomes), des tonofilaments de kératine s'accrochent sur une plaque protéique intracellulaire comportant entre autres une protéine caractéristique, la desmoplakine.
Les hémi-desmosomes, présents au pôle basal de certaines cellules, permettent la fixation de cellules à la lame basale grâce à des protéines d'adhésion.

## Rôles
Elles permettent un maintien de la morphologie et des fonctions normales des cellules épithéliales. Elles interviennent également dans la stabilisation des cellules dans le phénotype de différenciation.
On retrouve cependant une possibilité de cancérisation en cas de destruction.

## Observation
L'observation de ces jonctions adhérentes peut s'effectuer au microscope électronique, cela permet de montrer des épaississements au niveau de la membrane plasmique. Un plus fort grossissement permet de visualiser des ponts entre les membranes.
Ces ponts sont constitués de molécules transmembranaires, les cadhérines au niveau de la tête desquelles il existe un système de reconnaissance homophile.

## Composition
Ces jonctions sont composées :
- De protéines transmembranaires : les cadhérines
  - Dans les épithéliums stricto-sensu : E-cadhérines
  - Dans l'endothélium : vE-cadhérines
  - Dans le placenta : P-cadhérines
  - Dans les neurones : N-cadhérines
- De protéines de plaques : caténines et plakoglobines
- D'éléments du cytosquelette : microfilaments d'actine